# Franco Testa
Franco Testa, född 7 februari 1938 i Cadoneghe i provinsen Padova, Veneto, död 22 juni 2025 i Padua, Veneto, var en italiensk tävlingscyklist.
Testa blev olympisk guldmedaljör i lagförföljelse vid sommarspelen 1960 i Rom.